# Eberhard Petzold

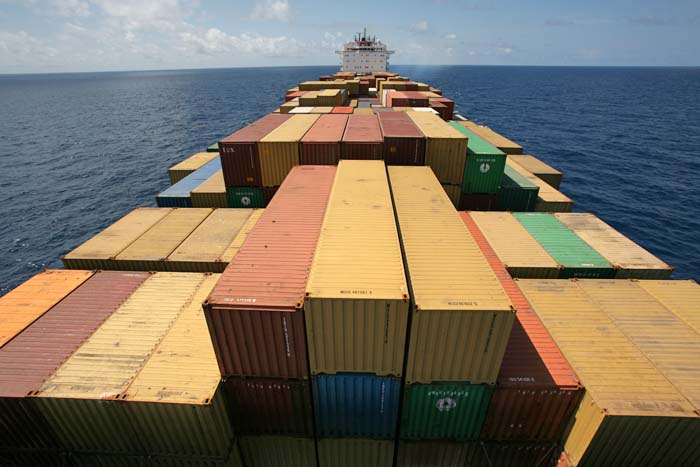
Příď a paluba nákladní lodi

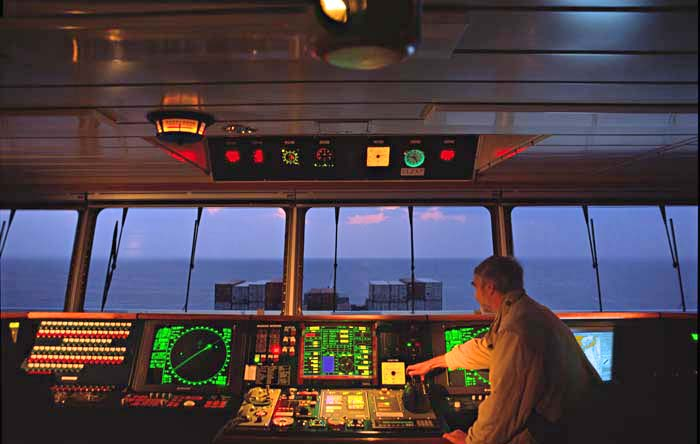
Lodní můstek v podvečer

Eberhard Petzold (* 8. února 1944, Worpswede) je německý fotograf. Známý se stal svými ilustrovanými knihami o mezinárodní lodní dopravě.

## Život a dílo
Vystudoval právo, promoval v roce 1973 v Hamburku. Po druhé státní zkoušce se věnoval stále více a více své vášni – fotografii. Od roku 1980 provozuje fotografický ateliér v Hamburku jako komerční, průmyslový a architektonický fotograf. Vzhledem k mnoha fotografickým zakázkám z řad obchodního loďstva a související dlouhých mezinárodních cest, své studio začátkem roku 2000 opustil a zcela se zaměřil na fotografii lodní dopravy.
Tématem jeho prvních obrázkových knih byl kostel svatého Mikuláše v Hamburku a samotné město, než se později začal věnovat hamburskému přístavu. Dokumentoval kromě obchodních lodí také jejich stavbu v loděnici Hyundai v Jižní Koreji, stavbu kontejnerových lodí na Meyer Werft v Papenburgu. Další sérií byl speciální tanker SCOT 8000, kterou nasnímal pro loděnici Neptun v Rostocku.
Eberhard Petzold zažil na vlastní kůži a získával z první ruky obrázky ze života a práce na palubách kontejnerových plavidel, s volně loženým nákladem nebo tankerech. Během mnoha plaveb je zachytával na svých fotografiích. Procestoval nejen řadu moří a kanálů, ale pracoval i v Panamském a Suezském průplavu nebo během překládky v přístavech. Fascinuje ho charakteristická atmosféra přístavních měst po celém světě, zkomponoval o nich také ilustrované knihy.
Je zakladatelem obrazové agentury Foto-Dock.

## Galerie

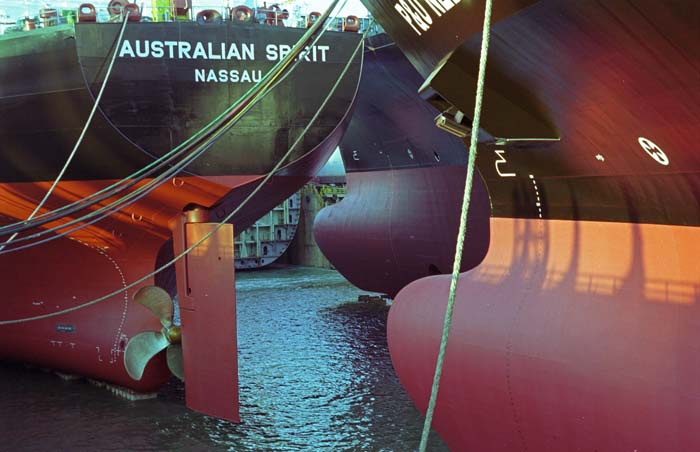
Stavba lodí ve třetím doku v loděnici Hyundai
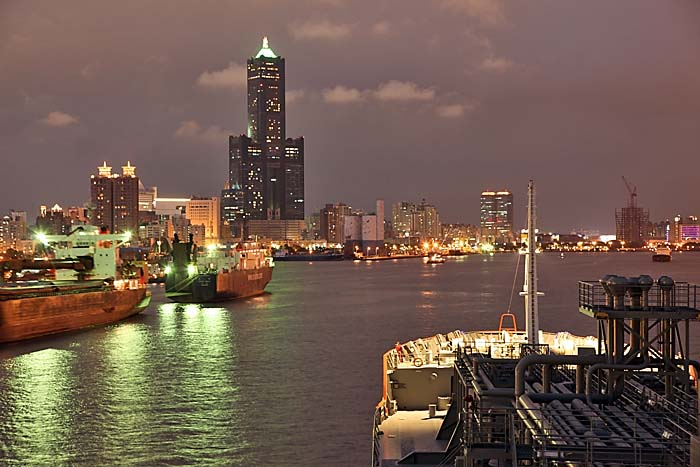
Plynový tanker na cestě do Kao-siungu
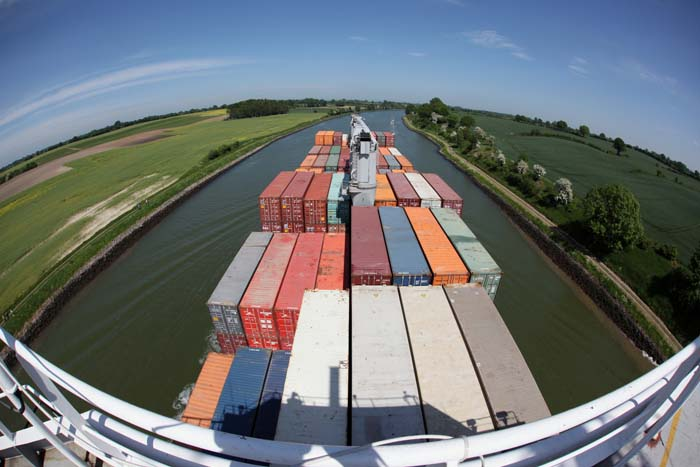
Nákladní loď v Kielském průplavu
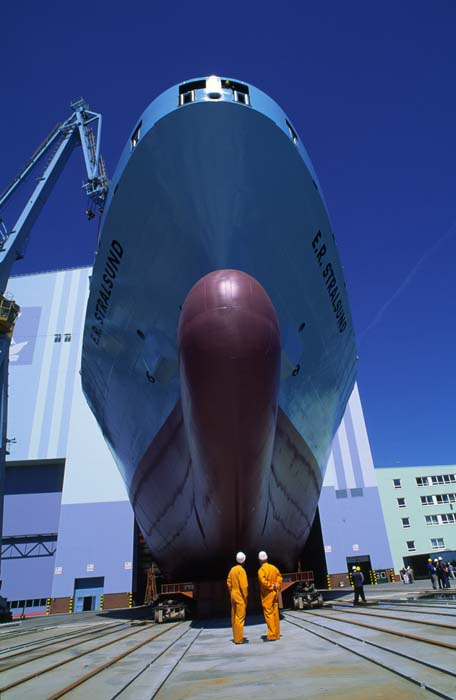
Stralsund, 2004
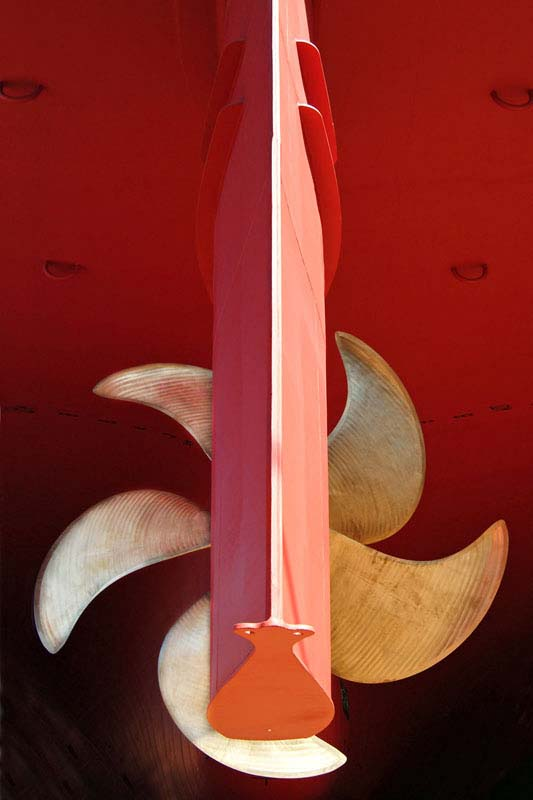
Kormidlo a vrtule, 2003

## Publikace
- Eberhard Petzold, Sylvester M. Robert: Mahnmal St. Nikolai. Historika Photoverlag, Hamburg 1995, ISBN 3-929307-24-3.
- Eberhard Petzold, Kurt Grobecker, mit einem Vorwort von Ralph Giordano: Hamburg vom Turm. Rasch und Röhrig Verlag, Hamburg 1998, ISBN 3-89136-692-2. 2. völlig neu bearbeitete Auflage im Convent Verlag, Hamburg 2005, ISBN 3-934613-91-8.
- Eberhard Petzold, Birgit Müller: Hafen Port of Hamburg. Verlag Die Hanse, Hamburg 2001, ISBN 3-434-52587-4.
- Eberhard Petzold: Schifffahrt weltweit. Koehlers Verlagsgesellschaft, Hamburg 2004, ISBN 3-7822-0904-4.
- Kurt Grobecker, Eberhard Petzold: SCOT 8000 – Tanker der Zukunft. Protokoll einer Mittelmeerfahrt. Convent Verlag, Hamburg 2004.
- Eberhard Petzold, Kurt Grobecker: Reederei Blue Star. Renaissance einer Flotte A Fleet's Revival. Convent Verlag, Hamburg 2004, ISBN 3-934613-84-5.
- Kurt Grobecker, Eberhard Petzold: Eine Klasse für sich. Containerschiffe für die Eisfahrt. Convent Verlag, Hamburg 2005, ISBN 3-934613-93-4.
- Eberhard Petzold: Schifffahrt der Welt. Koehlers Verlagsgesellschaft, Hamburg 2007, ISBN 978-3-7822-0962-5.
- Hagen Deecke, Eberhard Petzold: Und ewig lockt das Meer. Koehlers Verlagsgesellschaft, Hamburg 2008, ISBN 978-3-7822-0982-3.
- Max Johns, Eberhard Petzold: Hafenstädte. Eine Bilderreise um die Welt. Koehlers Verlagsgesellschaft, Hamburg 2009, ISBN 978-3-7822-1001-0.
- Kurt Grobecker, Eberhard Petzold: Gastanker der Zukunft. Unterwegs von Java nach Taiwan. Medien-Verlag Schubert, Hamburg 2009, ISBN 978-3-937843-10-0.
- Eberhard Petzold, Sebastian Meißner: Hafenstädte der Ostsee. Nicht nur für Kreuzfahrer. Koehlers Verlagsgesellschaft, Hamburg 2011, ISBN 978-3-7822-1040-9.